# Die Schuldigkeit des ersten Gebots
Die Schuldigkeit des ersten Gebots (en español, La obligación del primer mandamiento) KV 35, es una obra musical sacra (geistliches Singspiel) compuesta por Wolfgang Amadeus Mozart en 1767, cuando tenía 11 años de edad. Es la primera ópera de Mozart o, más específicamente, drama sacro, como sugiere su nombre. El libreto es ahora atribuido a Ignaz Anton von Weiser, aunque en un principio se propuso los nombres de Johann Adam Wieland y Jakob Anton Marianus Wimmer. (El título de la página del libreto solo se le atribuye a "J.A.W.").
Mozart solo compuso la primera parte de la ópera. La segunda y tercera han sido atribuidas a Michael Haydn y a Anton Cajetan Adlgasser, respectivamente. Sin embargo, estas dos últimas partes no se conservan.
La primera parte de la ópera fue representada por primera vez el 12 de marzo de 1767 en el Knight's Hall del Palacio Arzobispal de Salzburgo. La segunda fue representada el 19 y la tercera el 26, del mismo mes.
Esta ópera se representa poco; en las estadísticas de Operabase aparece la n.º 243 de las óperas representadas en 2005-2010, siendo la 35.ª en Austria y la vigésima de Mozart, con 10 representaciones en el período.

## Personajes
| Papel                                                                          | Tipo de voz | Reparto del estreno el 12 de marzo de 1767 (Director: – ) |
| ------------------------------------------------------------------------------ | ----------- | --------------------------------------------------------- |
| Gerechtigkeit, justicia divina                                                 | soprano     | Maria Anna Braunhofer                                     |
| Christgeist , espíritu de Cristiandad                                          | tenor       | Franz Anton Spitzeder                                     |
| Barmherzigkeit, misericordia divina                                            | soprano     | Maria Magdalena Lipp                                      |
| Ein lauer und hinnach eifriger Christ, un tímido pero después celoso de Cristo | tenor       | Joseph Meissner                                           |
| Weltgeist, mundanalidad                                                        | soprano     | Maria Anna Fesemayer                                      |